# Michel Israël
Pour les articles homonymes, voir Israël.
Michel Israël, est un acteur et producteur de cinéma belge né le 16 mars 1949 à Luluabourg au Congo belge. Il est diplômé de l’INSAS (Bruxelles).
Au théâtre, il a joué dans de nombreuses pièces en Belgique et en France, dans des mises en scène de Pierre Mondy, Albert-André Lheureux, Bernard De Coster, Adrian Brine, etc. Il a reçu l'Ève du Théâtre en 1992 et a été membre de la Ligue belge d'improvisation entre 1988 et 1993.

## Filmographie

### Acteur
- 1973 : Les Aventures de Bernadette Soubirou de David McNeil
- 1979 : Démons de midi de Christian Paureilhe
- 1980 : Mama Dracula de Boris Szulzinger
- 1981 : Les Fugitifs de Freddy Charles
- 1984 : Souvenirs, Souvenirs d’Ariel Zeitoun
- 1986 : Chère canaille de Stéphane Kurc
- 1988 : Gros Cœurs de Pierre Joassin
- 1993 : Krapatchouk d’Enrique Gabriel
- 1994 : La Méprise de Philippe Elhem
- 1996 : À la folie de Luc Boland
- 1996 : Combat de fauves de Benoît Lamy
- 1997 : C’est pour la bonne cause ! de Jacques Fansten
- 1998 : Train de vie de Radu Mihaileanu
- 1999 : The Crossing de Nora Hoppe
- 2000 : Joyeux Noël, Rachid de Sam Garbarski
- 2000 : Que faisaient les femmes pendant que l'homme marchait sur la Lune ? de Chris Vander Stappen
- 2005 : Une famille pas comme les autres, téléfilm d'Édouard Molinaro : Capitaine de gendarmerie
- 2007 : Un secret de Claude Miller
- 2009 : Meisjes de Geoffrey Enthoven
- 2011 : HH, Hitler à Hollywood de Frédéric Sojcher
- 2012 : Rondo de Olivier van Malderghem
- 2014 : Paradis amers de Christian Faure (TV)
- 2014 : Le Dernier Diamant de Éric Barbier
- 2021 : Un monde de Laura Wandel
- 2021 : La Patte de lapin (Кроличья лапа, Krolichya lapa) de Nana Djordjadze

### Producteur associé
- 1998 : Train de vie de Radu Mihaileanu
- 2004 : Le Grand Rôle de Steve Suissa